# Лукьянов, Владимир Сергеевич (архитектор)
Влади́мир Серге́евич Лукья́нов (род. 18 августа 1945, Ленинград, СССР) — советский архитектор-художник, живописец и график. Член Союза Архитекторов СССР с 1980 года.

## Биография
Владимир Сергеевич Лукьянов родился в 1945 году в Ленинграде.
Его отец — Сергей Сергеевич Лукьянов (1910—1989), защищал Ленинград, военный инженер, участник Парада Победы на Дворцовой площади в июне 1945 года. Научный сотрудник ГИПХ.
Мать — Валентина Петровна (1915—2002), в дни войны работала учителем в ленинградской школе, фотограф и коллекционер русского декоративно-прикладного искусства.
Жена — художник Лукьянова, Татьяна Владимировна (1947—2011).
С 1953 по 1961 года жил и учился в Риге.

### Профессиональное обучение
В 1963 году Владимир Лукьянов окончил художественную школу и поступил в ЛВХПУ имени В. И. Мухиной. В 1964 году, вместе с другими студентами гуманитарных вузов, призван в ряды Вооружённых Сил СССР. Служил в Войсках противовоздушной обороны.
После демобилизации в 1967 году, продолжил обучение в ЛВХПУ. Непосредственными учителями были мастера, внёсшие большой вклад в архитектурный облик Ленинграда.
В. С. Лукьянов учился у яркого представителя конструктивизма архитектора O. Л. Лялина (автора Спорткомплекса «Динамо» и первых профилакториев в СССР); и профессора M. А. Шепилевского, последователя архитектурной классики, одного из создателей памятника Н. А. Римскому-Корсакову и Ленинградского Дома Советов.
Знания в области теории и истории искусства архитектор получил у профессоров — М. Э. Гизе и П. Е. Корнилова.
В 1968 году стажировка в Академии художеств Будапешта под руководством, известного мастера монументального искусства — художника-архитектора В. Д. Кирхоглани.
Окончил аспирантуру — научный руководитель, Заслуженный архитектор России А. И. Шипков.

### Архитектурно-художественное проектирование

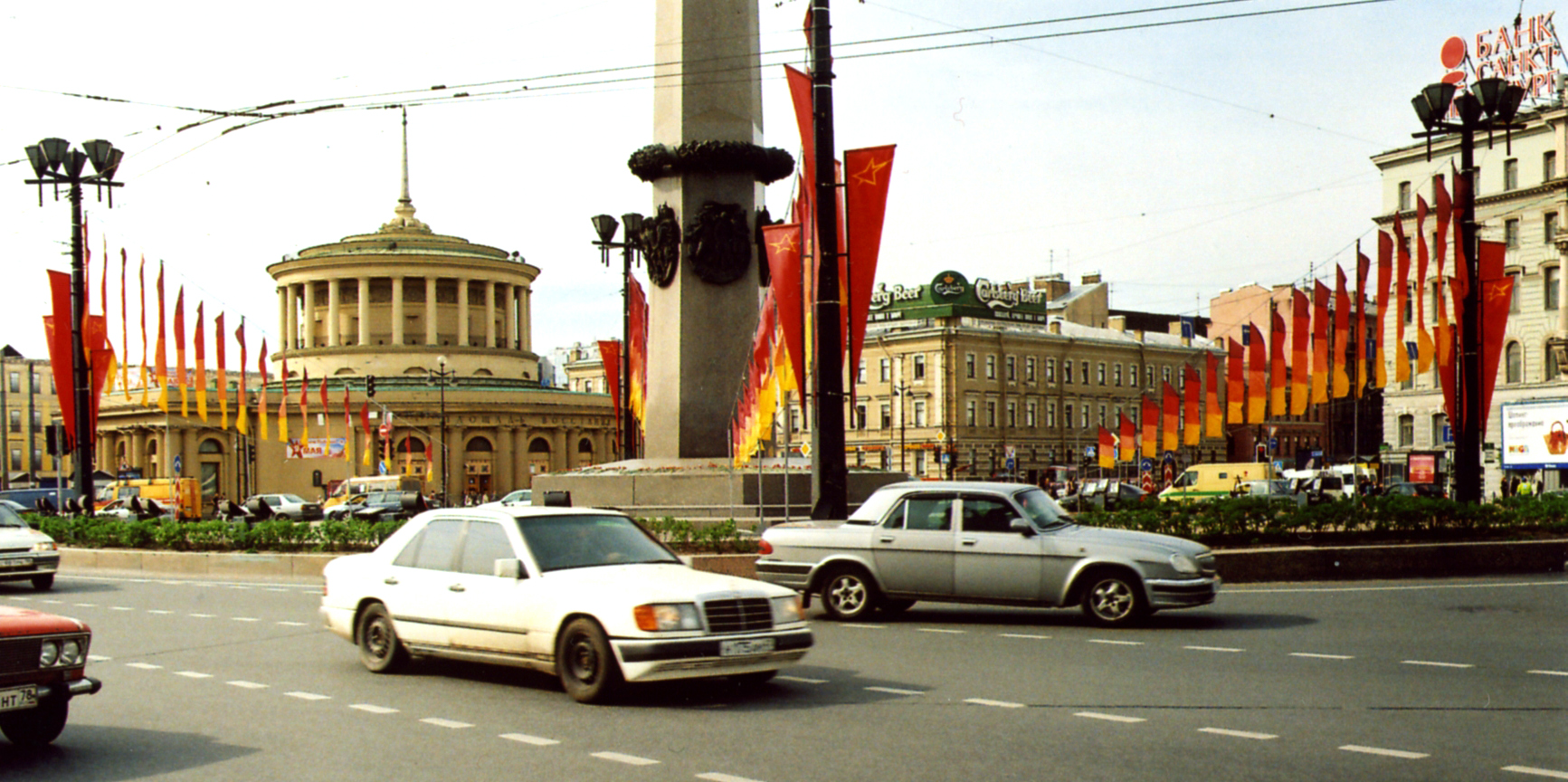
Площадь Восстания (Ленинград)
Обелиск «Городу-герою Ленинграду».
Архитекторы — В. С. Лукьянов и А. И. Алымов. 1985 год

В 1972 году поступает в Архитектурный отдел ЦКБ «Восток» Министерства Судостроения СССР. Занимается дизайном крупных морских судов.
С 1975 по 1982 год архитектор В. С. Лукьянов разрабатывал сооружения для Сибири и Крайнего Севера в Институте Экспериментального проектирования (ЛенЗНИИЭП).
Это — жилые комплексы нефтяников, мобильные сооружения для экстремальных климатических условий Арктики и Антарктиды, посёлки газопроводчиков и строителей Байкало-Амурской Магистрали.
В 1982 году приступает к проектированию монументально-декоративных объектов городской среды (в Главном Архитектурно-планировочном Управлении Ленинграда) и преподаёт в вузах города.
Преподавал художественное проектирование в ЛВХПУ имени В. И. Мухиной,  Санкт-Петербургском государственном университете и других высших учебных заведениях.

## Основные работы и выставки

### Архитектура

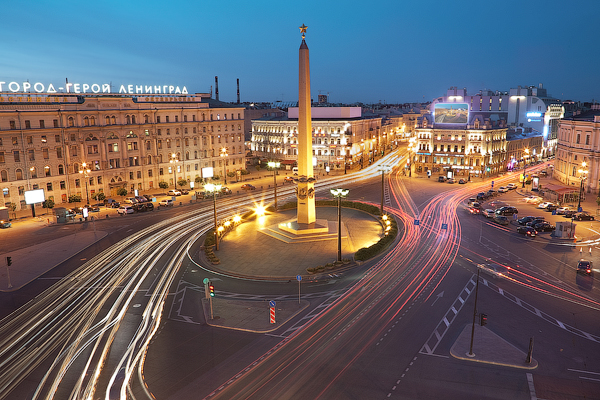
Площадь Восстания,
Обелиск Городу-герою Ленинграду.
Фотография Ивана Смелова

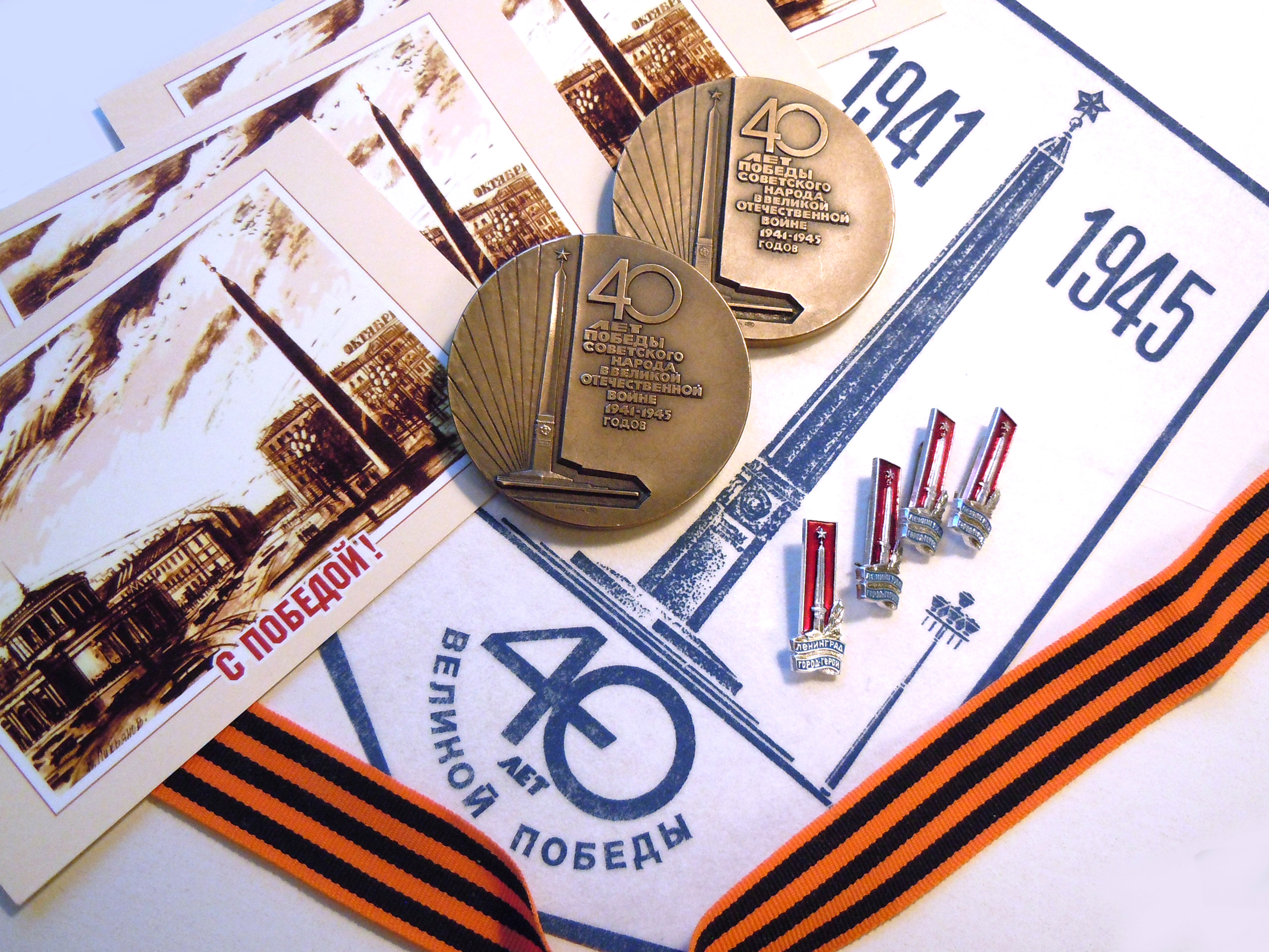
Значки, медали и открытки с архитектурными эскизами В. С. Лукьянова, выпущенные к открытию обелиска (май 1985 года)

- Плавучая Океанская База-порт для траулеров (1973).
- Художественное проектирование крупных морских судов[19][20].
- Дом для районов Крайнего Севера «Полярик» (1976)[21].
- Экспериментальный жилой блок для острова Диксон (1977)[22].
- Экспериментальный жилой комплекс для БАМа (1978)[23].
- «Дубльдом», автономный жилой блок (1978)[24][25].
- Вахтенный городок для строителей Газопровода (1979)[26].
- Посёлок строителей Газопровода в Сибири «Ермак» (1980)[27].
- Монументально-декоративные установки к празднованию Дня Победы в Ленинграде (1980)[28].
- Мемориал «Деревянные кони», на родине Фёдора Абрамова в деревне Веркола, проект (1983)[29].
- Мемориальная трасса «Ржевский коридор», Ленинград (1983)[30][31][32].
- Мемориал Победы на Поклонной горе в Москве, конкурс (1984)[33].
- Обелиск «Городу-герою Ленинграду», Ленинград (1985)[34][35][36][37][38].

### Основные выставки
- Молодость страны, Союз художников, Ленинград, (1980)[39].
- Шестьдесят лет СССР. — М.: Центральный Выставочный зал Союза Художников, 1982.
- Современное Искусство Ленинграда. — Центральный Выставочный зал «Манеж», 1990[40].
- Художники из Ленинграда. Русская неделя. (Konstnärer från Leningrad. Ryska Veckan), Швеция, г. Эребру, (1990)[41].
- Биеннале новейшего искусства, Ленинград, Центральный Выставочный зал «Манеж», (1990)[42].
- Биеннале новейшего искусства, Ленинград, Центральный Выставочный зал «Манеж», (1992)[43].
- Международный форум Арт-Реальность, (1995).
- И другие[44][45].

## Творческий метод художника

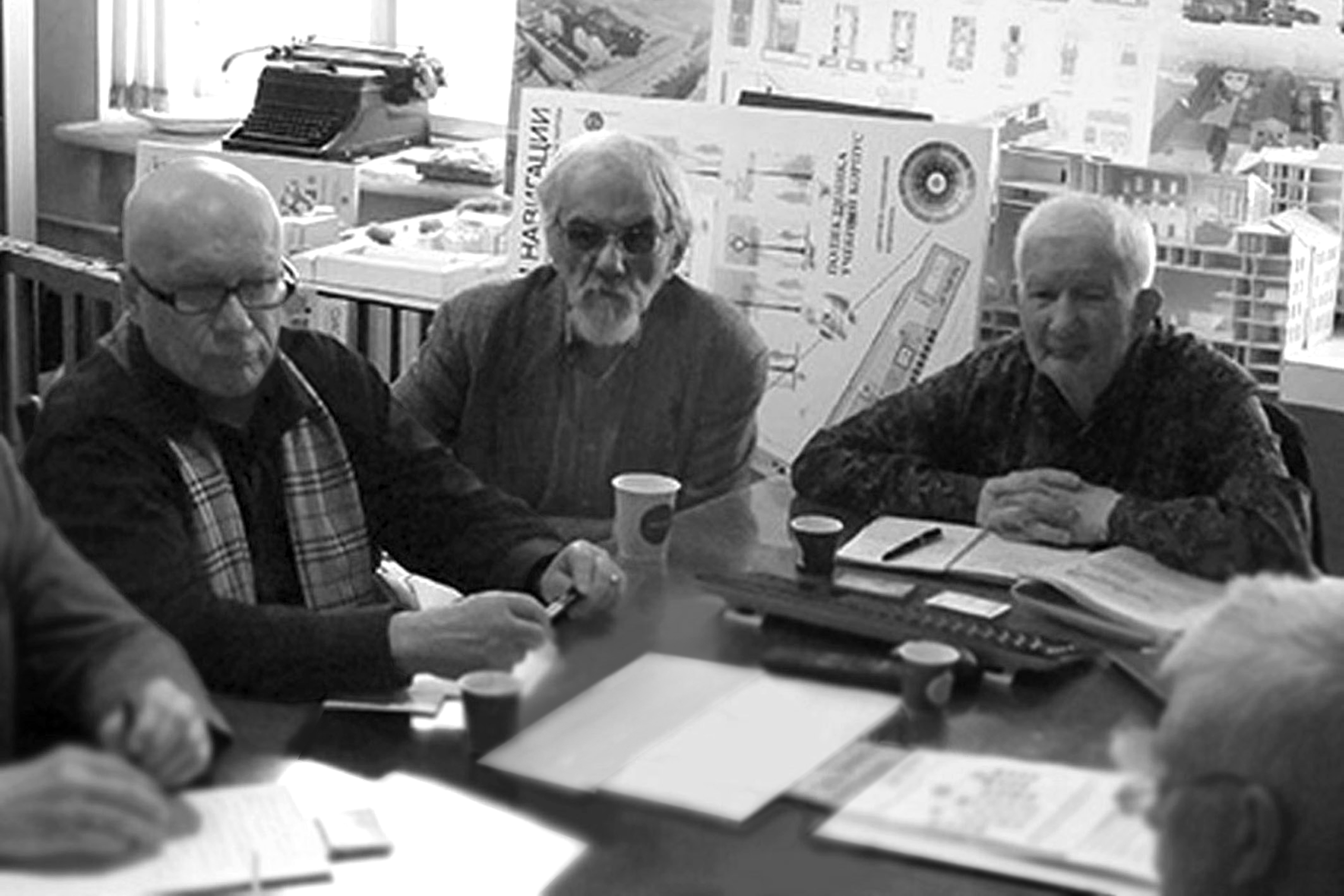
Архитекторы В. С. Лукьянов,
А. Д. Ярмоленко и А. И. Шипков (2017)

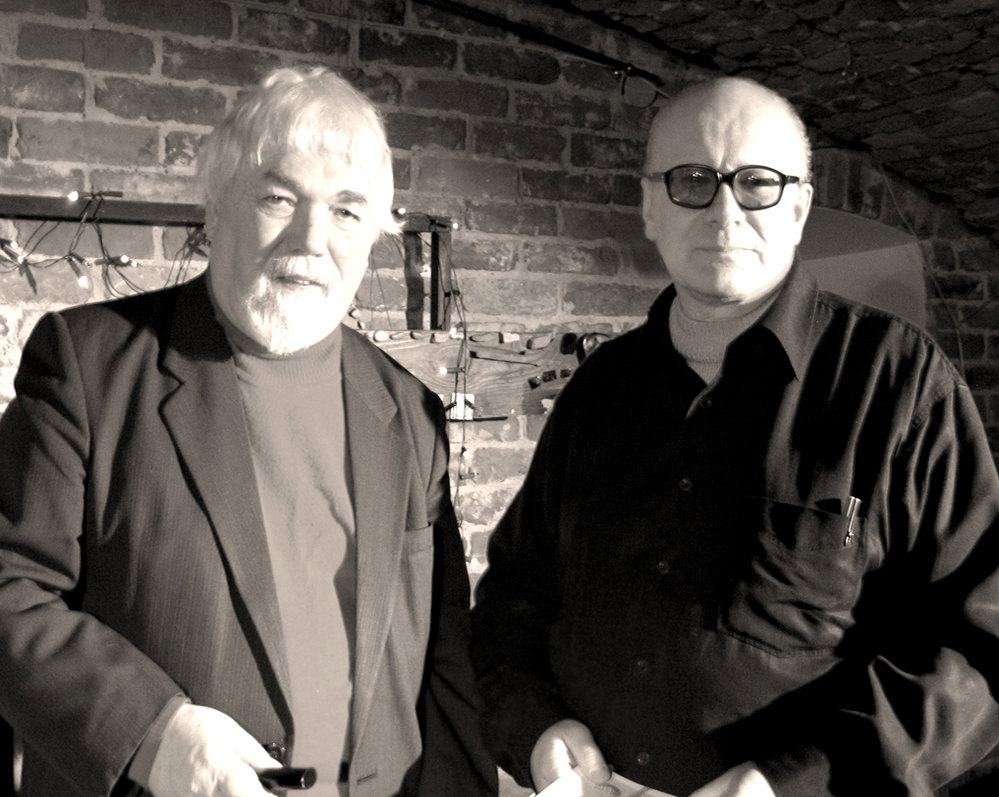
Владимир Лукьянов (справа) и писатель Илья Фоняков. На вечере поэзии. «Бродячая собака» (2006)

Владимир Сергеевич Лукьянов — художник, работы которого отличает легко узнаваемая, позитивная тональность. Архитектурные эскизы мастера занимают достойное место в художественных экспозициях, как самостоятельные произведения изобразительного искусства.
Подход к проектированию объектов архитектуры и дизайна, как к созданию поэтических произведений, позволил В. С. Лукьянову найти общий творческий язык с мастерами исповедующими точно такой же метод при работе над пространственными и литературными композициями. Это — архитектор Александр Иванович Шипков, ставший прообразом архитектора Калмыкова в известном советском фильме семидесятых годов «Любить человека» режиссёра С. А. Герасимова; поэт, журналист и переводчик — Илья Фоняков; и участник Сталинградской битвы — архитектор А. И. Алымов, вместе с которым В. С. Лукьянов работал над проектом Обелиска «Городу-герою Ленинграду» и другими монументами c 1983 года по 1985 год.
Эмоционально-поэтический метод помогает архитектору Лукьянову создавать, запоминающиеся образы в архитектурных объектах и произведениях дизайна, скульптуре и промышленной графике, в изобразительном искусстве и литературном творчестве.
Живописные и скульптурные работы мастера находятся в художественных собраниях России и зарубежных коллекциях. Архитектурные эскизы, рисунки и проекты   хранятся в «Фонде архитектурной графики» Государственного музея истории Санкт-Петербурга и Государственном музее городской скульптуры.
На протяжении всего творческого пути, художник-архитектор В. С. Лукьянов создаёт живописные и графические произведения на темы Античной мифологии, исторических событий и мировой классической литературы.

## См. также

Один из монументов Мемориальной трассы «Ржевский коридор» (1983)

## Примечания

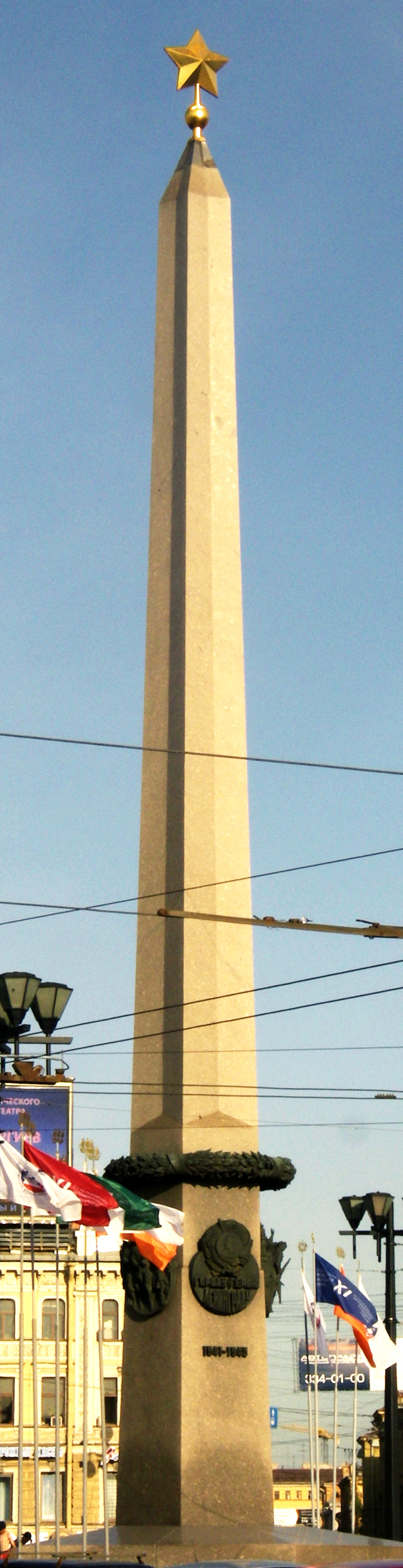
Обелиск «Городу-герою Ленинграду». 1985 год